# Avatar: Fire and Ash
Avatar: Fire and Ash (Avatar: fuego y cenizas en Hispanoamérica, Avatar: fuego y ceniza en España) es una película estadounidense en desarrollo perteneciente al género del cine épico y la ciencia ficción dirigida, producida y coescrita por James Cameron. Es la segunda de las cuatro secuelas planificadas de su película Avatar. Será una secuela directa de Avatar: The Way of Water (2022), lo que la convierte cronológicamente en la tercera película de la franquicia Avatar. Cameron está produciendo la película con Jon Landau, con Rick Jaffa y Amanda Silver anunciados originalmente como sus coescritores; más tarde se declaró que Cameron, Jaffa, Silver, Josh Friedman y Shane Salerno tomaran parte en el proceso de escritura de todas las secuelas antes de ser asignados para terminar los guiones por separado, haciendo que los créditos de guion eventuales sean confusos. Se espera que los miembros del elenco Sam Worthington, Zoe Saldaña, Stephen Lang, Sigourney Weaver, Joel David Moore, CCH Pounder, Dileep Rao y Matt Gerald regresen de las primeras dos películas.
Avatar 3 comenzó a rodarse simultáneamente con Avatar: The Way of Water el 15 de agosto de 2017. Está programada para estrenarse el 19 de diciembre de 2025. Dos secuelas adicionales se espera que se estrenen en 2029 y 2031, respectivamente.

## Reparto

### Na'vi
- Sam Worthington como Jake Sully, un ex humano que se enamoró de Neytiri y se hizo amigo de los Na'vi después de convertirse en parte del Programa Avatar, y finalmente se puso de su lado en su conflicto con los humanos y los llevó a la victoria; al final de la primera película, se convierte en el nuevo líder de los Omaticaya (el clan Na'vi en el centro de la historia) y transfiere su mente a su avatar de forma permanente.[8][9]
- Zoe Saldaña como Neytiri, consorte de Jake, hija del anterior jefe del clan.[8]
- CCH Pounder como Mo'at, el líder espiritual de los Omaticaya y la madre de Neytiri.[10][11]
- Cliff Curtis como Tonowari, el líder del clan de personas del arrecife de Metkayina.[12][13]
- Stephen Lang como el Coronel Miles Quaritch, quien dirigió a su especie en su conflicto con los Na'vi en la primera película. Aunque el personaje murió al final de Avatar, Cameron confirmó en el año 2010 que Lang regresaría en las primeras tres secuelas, diciendo: "No voy a decir exactamente cómo lo vamos a devolver, pero es una historia de ciencia ficción, después de Todo. Su personaje evolucionará a lugares realmente inesperados en el arco de nuestra nueva saga de tres películas".[14] Más tarde declaró que Quaritch actuaría como antagonista principal una vez más, en alguna de las cuatro secuelas.[15]

### Humano
- Michelle Yeoh como Dra. Karina Mogue
- Joel David Moore como el Dr. Norm Spellman, una antigua parte del Programa Avatar que eligió unirse a los Na'vi en la primera película.[16]
- Matt Gerald como el cabo Lyle Wainfleet, un militar que odia a los Na'vi.[17]
- Giovanni Ribisi como Parker Selfridge, el administrador corporativo de la operación minera RDA en la primera película.[18]
- Dileep Rao como el Dr. Max Patel, un científico que trabajó en el Programa Avatar y apoyó la rebelión de Jake contra la RDA.[19]

### Na´vi volcánico
- Sigourney Weaver; Weaver apareció originalmente en la primera película como la Dra. Grace Augustine, una humana que se pone del lado de los Na'vi y muere durante el conflicto. Aunque Weaver y Cameron confirmaron que Weaver volvería en las secuelas, en 2014 afirmó que no interpretaría al mismo personaje.[20][21][22]
- Oona Chaplin como Varang, un "personaje central fuerte y vibrante que abarca toda la saga de las secuelas".[23][24][25]
- David Thewlis en un papel actualmente no revelado. Aunque se mantuvo en secreto sobre la naturaleza de su personaje, Thewlis mencionó que tiene "mucho que hacer en [las películas]", que su papel requiere captura de movimiento y que aparece "en tres de [las secuelas], creo".[26][27]

## Producción
El 31 de julio de 2017, se anunció que el estudio de efectos visuales con sede en Nueva Zelanda, Weta Digital, había comenzado a trabajar en las secuelas de Avatar.

### Reparto
En agosto del 2017, Matt Gerald había firmado oficialmente para representar el papel de su primera película, el cabo Lyle Wainfleet, en todas las próximas secuelas. En agosto de 2017, en una entrevista con Empire, Cameron reveló que Stephen Lang no solo regresaría en las cuatro secuelas sino que también sería el villano principal en las cuatro películas. El 3 de octubre de 2017, Kate Winslet había firmado para participar en las cuatro secuelas con un papel no especificado en la película que Cameron describió como "Ronal". El 25 de enero de 2018, se confirmó que Dileep Rao regresaría como el Dr. Max Patel.

### Rodaje
El rodaje de Avatar: The Way of Water y 3 comenzó simultáneamente el 25 de septiembre de 2017 en Manhattan Beach, California. El 14 de noviembre de 2018, Cameron anunció que la filmación con el elenco principal se había completado. La filmación de las siguientes dos secuelas comenzará después de terminar la postproducción de las dos primeras secuelas.

## Lanzamiento
Avatar 3 estuvo programada para ser estrenada el 20 de diciembre de 2024 por 20th Century Studios, dos años después del lanzamiento de Avatar: The Way of Water en diciembre del año 2022.
En diciembre de 2022, poco después del estreno de Avatar: The Way of Water, se reveló que el primer corte de Avatar 3 tiene una duración de nueve horas. James Cameron reveló en una entrevista con 20 minutos que la película contaría con nuevas personas Na'vi, llamadas 'Ash people', quienes serán los antagonistas de la película.
El 16 de junio de 2023, Disney anunció la fecha de estreno para el 19 de diciembre de 2025.
El 28 de julio de 2025 se lanzó el primer tráiler oficial.

## Secuelas
Avatar 3 es la segunda de cuatro secuelas planificadas para Avatar; Avatar 3 comenzó a filmarse simultáneamente con Avatar: The Way of Water en Nueva Zelanda el 25 de septiembre de 2017. Las estrellas de Avatar: The Way of Water Sam Worthington, Zoe Saldaña, Stephen Lang, Sigourney Weaver, CCH Pounder, Cliff Curtis, Giovanni Ribisi, Joel David Moore, Dileep Rao, Matt Gerald y Oona Chaplin han sido anunciados para Avatar 3.
Se espera que Avatar 4 y 5 comiencen a rodarse tan pronto como se terminen Avatar: The Way of Water y 3. Se espera que Avatar 4 se filme en partes de Estonia debido a los paralelos que Cameron ha dibujado entre la primera película de Avatar y la cultura de Estonia.
Aunque las dos últimas secuelas han sido anunciadas, Cameron declaró en una entrevista el 26 de noviembre de 2017: "Seamos realistas, si Avatar: The Way of Water y 3 no ganan suficiente dinero, no habrá una 4 y 5". El miembro del reparto David Thewlis confirmó más tarde, en febrero de 2018, indicando que "están haciendo 2 y 3, que van a ver si la gente va a verlos, y luego van a hacer 4 y 5.
El 16 de junio de 2023, Disney anunció las fechas de estreno tanto de Avatar 3 como de las dos últimas entregas:
1. Avatar 3 el 19 de diciembre de 2025.
2. Avatar 4 el 21 de diciembre de 2029.
3. Avatar 5 el 19 de diciembre de 2031.